# 段奎
段奎（發音：[ʔɗwaːn˨˩ xwe˧˧]；1923年10月29日—1999年1月16日），別名武進程（Võ Tiến Trình，[vɔ˦ˀ˥ tiən˧˦ t͡ɕïŋ˨˩]），越南人民军大将，越南共产党中央政治局委员、中央軍事委員会副書記，1991年8月至1997年12月29日任国防部长。

## 生平
段奎1923年10月29日出生于越南廣治省肇豐縣, 1945年加入印度支那共产党（今越南共产党），6月任廣治省臨時政治委員会軍事委員，同年9月加入卫国团（后为越南人民军）。1946年6月1日被任命为廣治陸軍中学政治委員。同年12月印度支那战争爆发，他历任步兵营教导员，团政委，步兵325师副政委等职。
1955年段奎任炮兵第351师政委，1958年任步兵师政委，同年授予上校军衔。1960年升任第4軍区副政治委員，第5軍区司令，1960年和1961年曾两次到中国军事学院学习军事理论。越南战争时期在南部地区指挥作战。1974年晋升为少将。
1976年10月任第5军区政委，同年12月在第4届越南劳动党大会（同大会改名共産党）上当选为中央委員。1980年晋升中将。
1977年任第5军区司令兼政委，1978年底指挥第5军区部队参加了侵柬作战。1982年3月，第5届越南共産党大会再次当选中央委員。1984年12月21日，晋升上将。1986年12月接替黎德英任侵柬越军（478兵团）司令。
1986年12月，第6届越南共産党大会当选为政治局委员，党内排名第12。1987年2月16日担任越南人民军总参謀長兼国防部副部长、中央军委委员。1990年1月10日晋升为大将。
1991年6月，越共“7大”上再次选为政治局委員，排名第5。同年8月，担任武文杰政府的国防部长，兼中央軍事委員会副書記。1996年6月越共“八大”再次当选为中央政治局委员，排名第6。1997年9月卸任国防部部长，留任中央军事委員会副书记。
其担任第7、8、9届国会議員。
1999年1月16日去世，享壽76歲。

## 军衔
- 1974年 少将
- 1980年 中将
- 1984年 上将
- 1990年 大将

## 著書
- Nửa thế kỷ chiến đấu dưới lá cờ vẻ vang của Đảng/ Đoàn Khuê.- In lần thứ 2.- H.: Quân đội nhân dân, 2004.- 215tr; 19cm

## 勋章
- 胡志明勋章
- 一等军工勋章
- 一等战功勋章
- 一等抗战勋章
- 一等对美抗战勋章
- 一、二、三等光荣战士勋章
- 必胜军旗勋章
- 建党50周年纪念章[11]
- 金星勋章（2007年追贈）[12]

## 家族
段奎之母是阮氏杨（Nguyễn Thị Dương；1902年生)。其所生的子女有5人战死沙场，被授予越南英雄母亲称号。
他的两个弟弟为：
- 段璋（Đoàn Chương），中将，军事战略院院長
- 段翠（Đoàn Thúy），陆军上尉

## 資料來源
1. ↑  Đại tướng Đoàn Khuê Vịên lịch sử quân ṣư Vịêt Nam - 2002 Reminiscences of General Đoàn Khuê, 1923-1999; Includes biographical sketch; collection of articles.
2. ↑  井川（2005年）、17ページ
3. ↑  第4期党中央執行委員会（1976-1982年） 的存檔，存档日期2014-02-28. （越南文）
4. ↑  第5期党中央執行委員会（1982-1986年） 的存檔，存档日期2014-01-13. （越南文）
5. ↑  Nghị quyết số 597 NQ/HĐNN7 （越南文）
6. ↑  第6期党中央執行委員会（1986-1991年） 的存檔，存档日期2014-01-13. （越南文）
7. ↑  Nghị quyết số 782B NQ/HĐNN7 （越南文）
8. ↑  .   [2014-02-23]. （原始内容存档于2013-01-21）.
9. ↑  第7期党中央執行委員会（1991-1996年） （页面存档备份，存于） （越南文）
10. ↑  第8期党中央執行委員会（1996-2001年） 的存檔，存档日期2013-10-12. （越南文）
11. ↑  ベトナム軍事歴史博物館 (BAO TANG LICH SU QUAN SU VIET NAM) （页面存档备份，存于） > Danh nhân quân sự > Danh nhân CM > Đại tướng Đoàn Khuê - Bộ trưởng Bộ Quốc phòng Quân đội nhân dân Việt Nam. （越南文）
12. ↑  高位指導者同志に金星勲章を授与または追贈 （页面存档备份，存于） （越南文）

| 政黨職務      | 政黨職務                               | 政黨職務    |
| ------------- | -------------------------------------- | ----------- |
| 前任： 黎德英 | 越南国防部长 1991年8月－1997年12月29日 | 繼任： 文茶 |